# رلسون گریسی
رلسون گریسی (انگلیسی: Relson Gracie؛ زادهٔ ۲۸ مارس ۱۹۵۳) ورزشکار هنرهای رزمی ترکیبی و استاد جوجیتسو برزیلی اهل برزیل است.